# Фиш
Вижте пояснителната страница за други значения на Фиш.
Фишът (Mareca penelope), наричан още „фишовец“ или „свирачка“, е сравнително дребна птица от семейство Патицови, разред Гъскоподобни.

## Физически характеристики
Тежи между 0,5 и 1 kg, дължина на тялото 44–50 cm, размах на крилете 82 cm. Лети бързо и леко, като излита почти вертикално. Гмурка се рядко. Шумна птица. Мъжката издава характерно свистене: 'фиу', от което носи и името си. Изразен полов диморфизъм. Мъжките патици се отличават със сиви хълбоци и гръб, и черни и искрящо бели шарки по крилата, видими по време на полет, а също и в състояние на покой. Те имат също така розови гърди, бели коремчета и червеникаво-кафяви глави с жълтеникава ивица, прилична на венец. Женските патици са светло кафяви и оперението им прилича в голяма степен на това на женската зеленоглава патица (Anas platyrhynchos).

## Разпространение
Широко разпространена в Европа (включително България) и Азия. Придържа се към гористи местности изпъстрени с езера и големи реки. Патиците мигрират през зимата на юг, далеч от периметъра на областта, в която се размножават. 
Гнезди в северна Палеоарктика от Исландия на запад до Чукотка и крайбрежието на Охотско море на изток. Населява тихи горски водоеми от лесотундра до лесостеп, но принципно се счита за характерна за северната тайга според биома в който има най-голяма плътност на гнездовищата. Зимува в Източна Африка, Южна Азия, Индокитай в по малка степен на умерена ширина на Юг.
Във Великобритания и Ирландия фишът е често срещан зимен посетител, за разлика от САЩ, където зимува по-рядко, обикновено по крайбрежието на Атлантическия и Тихия океан.

## Начин на живот и хранене
Приема храна от смесен произход, животинска и растителна. Извън размножителния период е изключително общителна птица и често формира големи ята.

## Размножаване
Фишът не гнезди в България.
Гнездото представлява малка ямка покрита с малко растителност и пух. Снася 4–11 чисто бели яйца, които мъти само женската в продължение на 22–28 дни. Мъжката птица през това време се държи в близост.

## Допълнителни сведения
Ловен обект на територията на България.